# 클로도베쿠스 1세
클로도베쿠스 1세(라틴어: Chlodovechus I, 독일어: Chlodwig I., 프랑스어: Clovis Ier, 446년, 투르네, 벨기에 ~ 511년 11월 27일, 파리, 프랑스)는 프랑크인의 군주로 살리 프랑크인의 부족장이었다. 프랑크인을 통일하고 486년 최초로 프랑크 왕국을 수립했다. 기독교로 개종한 프랑크인의 왕으로, 메로베우스 왕조의 킬데리쿠스 1세의 아들이다. 수아송 전투에서 로마령인 골 지방, 라인, 튀링겐 지방을 얻어 프랑크인의 통일을 완성했다. 아내의 감화로 기독교인이 되고, 교황·주교(主敎)의 지지를 얻어 아리우스파의 서고트족을 격파하였다. 라인 양안(兩岸)의 게르만 민족에게 기독교와 로마 문화를 도입, 동로마 황제로부터 명예 집정관(콘술)의 칭호를 받았다.
486년 프랑크인 여러 부족들을 통합하고 프랑크 왕국을 건설했다. 486년 갈리아 지역에 독립 왕국을 건설한 갈리아의 왕 시아그리우스를 사로잡고 갈리아를 병합했다. 508년에는 먼 친척인 쾰른의 왕 클로데리크를 살해하고 콜로네 프랑크인을 병합했으며 전 프랑크인을 통합하여 프랑크 왕국을 수립하였고 기독교로 개종하여 로마 교황과 우호관계를 보증했다. 508년 최종적으로 갈리아 일대를 점령하고, 3년 뒤에 사망한다.
511년 클로도베쿠스 1세가 죽은 뒤 영토는 프랑크인의 전통 관습인 살리카 법에 의해 살아남은 네 아들에게 분배되었는데, 이는 후대의 프랑크 왕국의 분쟁과 약화를 가져왔다.

## 생애

### 어린 시절
메로빙거 왕조의 군주로 살리 프랑크족의 왕(481~511)이자 통일 프랑크왕국의 초대 국왕(486~511)이었다. 투르네이를 중심으로 세력권을 구축한 왕 킬데리쿠스 1세와 튀링겐의 왕녀 바신느의 아들이다.
한때 서로마 제국의 용병대장이기도 했던 부왕 힐데리히 1세는 튀링겐족과의 전투에서 튀링겐의 공주이자 왕비인 바신느를 사로잡아 아내로 삼았다. 힐데리히와 바신느 사이에서는 클로비스 외에 두 누이 아우도프레다와 난테힐데스가 태어났다. 그는 부계로는 시캄브리안 프랑크 부족으로 가계는 트로이의 폴리도로스와 헬레노스까지 거슬러 올라간다. 한편 그의 고조할머니 프로트문다는 셉티마니아 출신의 유대인이었다.
유년시절의 클로비스의 자세한 행적에 관해서는 알려진 바가 없으며, 이는 그의 일대기를 최초로 저술한 투르의 그레고리우스의 기록에도 상세하기 기술되어있지 않다. 다만 어려서 부왕을 따라 여러 소부족을 원정하는 전투에 참여하였다고 한다.

### 프랑크족 통일 이전
481년 부왕이 죽은 뒤 프랑크족의 한 한 지파인 살리 프랑크계(系)의 장(長) 자리를 이어받았고, 아버지의 지위를 물려받은 클로비스는 같은 이교 신들의 보호를 받으며 남하하여, 갈리아 북부지방을 정복했다. 랭스의 레미기우스(성 레미) 주교가 그에게 쓴 편지가 지금까지 남아 있는데, 편지 내용은 클로비스가 벨기카세쿤다의 행정 기관을 접수한 것을 축하하고 주교들의 말에 귀를 기울이라는 충고였다.
갈리아의 로마인 왕국을 정벌하던 중 클로비스의 부하들이 어떤 교회(아마도 랭스 교회)에서 화려한 꽃병 하나를 강탈했다. 이에 레미기우스 주교는 클로비스에게 편지를 보내 꽃병을 천주교회에 되돌려달라고 간청했다. 승전 이후 수아송에서 전리품을 분배할 때 클로비스는 부하 장군들에게 합의로 정해진 몫 이외에 꽃병도 달라고 요구했다. 이때 어떤 프랑크족 장군이 클로비스의 지시에 항의하여 도끼로 꽃병을 깨뜨려버렸다. 왕은 그 꽃병을 깨진 채로 주교에게 돌려주고 아무 말도 하지 않았다. 그러나 1년 뒤에 열린 군사회의에서 클로비스는 자신에게 항명한 전사를 알아보고는, 불시에 장구류를 검열, 그 장군에게 무기를 제대로 손질하지 않았다고 호되게 나무라면서 그의 도끼를 땅에 던졌다. 전사가 도끼를 집으려고 허리를 굽히자, 클로비스는 자신의 도끼로 그의 두개골을 쪼개면서 "너는 수아송에서 꽃병을 이렇게 다루었도다"라고 말했다. 그레고리우스는 그의 행위에 전적으로 찬성했다. 교회는 원수를 갚았고 왕도 마찬가지였다. 클로비스의 부하들은 겁에 질렸다. 이 사건을 계기로 부하 장수들은 클로비스의 명령에 절대 복종하게 되었다고 한다.
486년 수아송 싸움에서 북갈리아를 지배하던 로마 왕 시아그리우스를 격파, 솜강(江)에서 루아르강(江)에 이르는 지역에 진출하였으며, 루아르 강 이북 땅을 지배하여 프랑크 왕국을 세웠다. 그 뒤 튀링겐족을 정벌하고 서고트족에게서 영토를 빼앗았으며 전쟁·간계·살해 등으로 다른 살리계·리푸아리안 프랑크족의 소규모 부족장들을 차례로 살해하고 모든 프랑크족을 통일하였다. 486년 경 클로비스 1세는 로마 제국을 멸망시키겠다고 공공연하게 협박할 만큼 세력이 커졌다. 동로마 제국에서는 클로비스 1세를 콘술과 파트리키우스로 임명하는 것으로서 그를 회유하려 했다.
492년 부르군트의 부족왕 힐페리히 2세가 그의 동생뻘 되는 군도발트에게 살해당하고 그의 왕비 크레테나는 익살당하자, 클로틸드는 언니 크로마(Chroma)와 함께 부르군트에서 피신하여 프랑크의 클로비스 1세에게 의탁하였다. 클로비스는 이 두 망명객을 받아들였고, 492년 겨울에서 493년 봄 사이에 클로틸드와 결혼했다.

### 프랑크족 통일 과정
클로비스는 계략을 써서 사촌이자 잘리어족의 다른 군주들을 제거해 나갔다. 계략을 써서 자신의 친척이자 잘리어족의 다른 지도자 쾰른의 지게베르트 부자를 살해하였다. 쾰른의 지게베르트는 증조모 아르고타의 친족으로 아르고타의 친정아버지였던 게네발드(Genebald)의 후손이었다.
그밖에 클로비스에게는 살리 프랑크족의 왕 카라리크(Chararic)라는 경쟁상대가 있었다. 다른 사촌이었던 클로데리히와 함께 카라리크의 왕자를 매수하여 카라리크를 살해했다. 클로비스는 왕에게 불만을 품고 있었던 카라리크의 왕자에게 보물을 줄터이니 왕을 제거하라고 권하였다. 결국 왕자는 부왕을 살해하였다. 카라리크의 살해 소식을 들은 클로비스는 자기 부하를 보내 왕자에게 보물을 보내었다. 그러나 클로비스의 부하들은 보물상자의 보물을 보면서 황홀해하는 왕자를 제거했다. 직후 클로비스가 카라리크의 왕국에 도착하였다. 클로비스는 카라리크의 신민들에게 말하였다.
" 나는 죽은 왕의 원수를 갚았노라. 신께 맹세컨대 나는 그의 죽음과는 어떠한 관련도 없도다. "
카라리크의 신민들은 클로비스의 통치를 환영하였다.
486년 캉브레족의 왕이던 라그나카르(Ragnachar of Cambrai)를 제거했다. 라그나카르는 캉브레를 차지했던 그의 할아버지 클로디온의 후손이었다. 라그나카르는 클로비스의 또다른 경쟁자였고, 클로비스는 금팔찌로 라그나카르의 전사들을 매수하여 전투 중 라그나카르를 배신하고 그를 포박하게 하였다. 라그나카르가 배반한 전사들에게 생포되어 클로도베크에게 끌려오자 클로비스는 '어찌 포박을 당하고 말았느냐? 너는 우리 가문을 욕되게 하였다며 도끼로 그의 머리통을 빠개버렸다. 그 뒤 라그나카르의 전사들은 그들이 받은 금팔찌가 청동에 도금한 가짜라는 사실을 알아챘다. 그들이 항의하자 클로비스는 '자기의 주군을 죽음으로 몰아넣은 자는 진짜 금팔찌를 받을 자격이 없다. 처형되지 않은 것만도 다행으로 생각하라.'며 경고를 주었다. 배반자들은 아무 말도 하지 못하였다.
라그나카르를 제거한 뒤에는 라그나카르의 동생이자 캉브레족의 지도자였던 리카르(Ricchar), 라그나카르와 리카르의 형제이며 망스를 통치하던 리고메르(Rignomer of Le Mans) 역시 제거하였다. 또한 부르군트에도 아내 몫의 상속권을 주장하며 부르군트의 변방지역을 약탈하기도 했다.

### 프랑크 왕국 건국 이후
프랑크왕국의 건국과 더불어 클로비스의 중요한 사업은 가톨릭으로의 개종이었다. 그의 아내는 열렬한 가톨릭신자였는데, 일찍부터 왕에게 가톨릭으로 개종을 권하였으나 클로비스는 이를 거절하였다.
496년 알라마니족과 싸워 이를 지배하에 두었다. 이때 알라만족과의 전투에서 한때 전멸의 위기에 놓였으나 기적적으로 승리를 거두게 된 것을 아내가 믿는 신의 가호에 의한 것이라고 반성하여 개종을 결심하였다고 한다. 그 진위는 분명하지 않으나, 전쟁 후 클로비스는 랭스 대성당에서 레미기우스의 세례를 받아 로마 가톨릭으로 개종하였다. 클로비스는 알라마니족을 정복한 직후 약 3000명의 부하와 함께 랭스의 주교(主敎) 레미기우스로부터 가톨릭 세례를 받았다. 동고트족·서고트족·부르군트족의 일부 등 다른 게르만계 부족국가가는 모두 아리우스파의 신앙을 받아들인 데 비하여 프랑크족이 가톨릭으로 개종한 것은 장래 로마 교황권과의 관계에서 큰 의미를 갖는 것이었다. 이는 아리우스파(派)의 신앙을 신봉하던 것과는 달리 로마 교황과의 우호관계를 보증하는 일이어서 장래 프랑크 왕국 발전의 중요한 포석이 되었다. 이 해에 그는 가톨릭 주교들로부터 아우구스투스(Augustus)라는 칭호를 받았다. 그러나 교황청의 입장은 아니었던 듯 하며, 이때문에 아우구스투스라는 칭호를 받은 또다른 군주인 그의 아들 테우데베르트 1세를 프랑크인 최초의 아우구스투스로 보기도 한다.
그러나 형식적으로는 동로마 제국에 복종하는 태도를 취하여, 동로마 제국으로부터 임명된 집정관(콘술) 직위를 받아들였다.
알레만족은 다시 반발하여 자치 시도를 벌였고 500년 무렵 다시 알레만니아를 원정하여 알라만족을 격파, 그 정주지역의 북반부를 장악하였으며, 부르군트 왕국의 남부를 공략하여 부르군트족에게도 프랑크의 종주권을 인정시키고, 다시 서고트를 공략 507년 서(西)고트의 알라리크 2세를 푸아티에 부근에서 격파하고 프랑크 왕국의 영토를 가론강(江)까지 진출하여 왕국의 영역을 넓혔다. 그러나 서고트 왕국을 최종적으로 멸망시
키려 했으나 동고트족의 왕 테오도리히 대왕의 제지로 아키텐 남부지역으로 축출하는 선에서 서고트 원정을 마무리지었다.
509년 살리어족의 다른 왕자인 클로데리히를 매수하여 그의 아버지인 쾰른의 지게베르트를 살해했다. 그러나 510년 클로비스는 지게베르트 왕의 복수를 가장하여 클로데리히를 처형하고 그의 자리를 차지했다.
클로비스는 메로빙거 왕조의 실질적인 창시자였다. 살리족의 관습법을 ＜살리카법전＞으로 성문화하였고,살리프랑크족뿐 아니라, 전 프랑크족을 통합하여 통일 프랑크 왕국을 수립하였다. 갈로로마계 귀족 특히 성직자를 등용, 적극적으로 로마의 행정조직을 도입하여 국가통치 기초를 굳히는 데 힘써 프랑크왕국 발전의 기초를 마련하였다. 종교 문제에도 관여했던 그는 오를레앙에서 종교회의를 소집하였고, 오를레앙의 종교회의에서 프랑크 왕국 내 가톨릭 전교를 장려하는 대신, 가톨릭 주교들로부터 충성 서약을 받아냈다. 오를레앙의 종교 회의에는 32명의 주교가 참석했다.
511년 11월 그는 파리에서 죽었는데, 사후에 왕국은 프랑크족의 전통적 관습인 살리카 법에 의해 4개로 분할 상속되었다. 그러나 클로비스의 네 아들들은 정치적으로 무능력하였고, 이 분할은 메로빙거 왕실 간의 골육상쟁과 함께 붕괴를 촉진시키는 계기가 되었다.

## 평가
프랑크족의 역사가인 투르의 그레고리우스 주교는 그를 제2의 콘스탄티누스 대제로 표현하고자 했다. 클로비스는 여전히 영웅적인 이방인으로서 걸출한 인물이다. 그는 작은 영토에서 이방인의 족장으로 출발하여, 갈리아에 사는 로마인들에게 통치자로 받아들여졌다. 실제 생전에 그는 아우구스투스라는 칭호를 얻어 사실상의 황제로 인정되기도 했다.

## 같이 보기
- 클로틸드
- 에보힐다
- 메로베치
- 프랑크 왕국
- 성혈과 성배
- 다빈치 코드